# Land-Wüppe
Land-Wüppe, auch nur Wüppe, war ein Flächenmaß im Herzogtum Oldenburg. Das Maß wurde für das Marschland verwendet.
- 1 Land-Wüppe = 40 Kataster-Jück (alt) = 22,4 Hektar
- 1 Jück (alt) = 64.000 Quadratfuß (oldenbg.) = 5602,8 Quadratmeter